# Duplo twist carpado

Solo

O Duplo Twist Carpado, ou Dos Santos, é um movimento acrobático variação do salto twist (popularmente conhecido como pirueta de giro em torno de si) seguido de um mortal duplo. Este movimento foi executado com perfeição pela primeira vez pela ginasta brasileira Daiane dos Santos na ginástica artística. Em razão disso, levou o nome "Dos Santos".

## História
Em 2003, ao executar pela primeira vez este movimento, Daiane conquistou a medalha de ouro na prova do solo do Campeonato Mundial de Anaheim, nos Estados Unidos da América.
Em 2007, a norte-americana Alicia Sacramone incluiu em sua rotina o mesmo movimento. Contudo, hoje Daiane é ainda a única atleta a executar o duplo twist esticado, que possui maior grau de dificuldade e consta na Tabela de Elementos como Dos Santos II.
O nome do movimento duplo twist carpado tornou-se uma expressão popular para indicar algo que demanda grande esforço ou de grande dificuldade.

## Análises

### Técnica

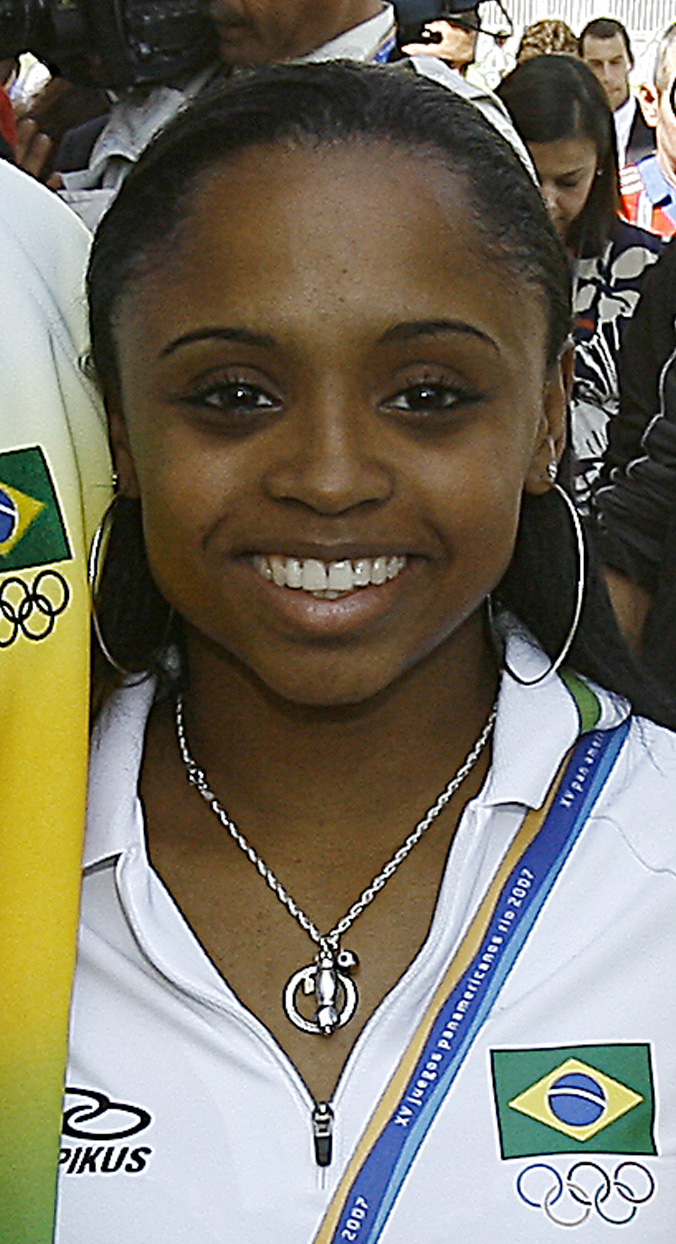
A brasileira Daiane dos Santos

Relacionado abaixo, as características analisadas do movimento da ginasta, baseado em análises cinemáticas da física:
- Altura: (deslocamento máximo do centro de gravidade): 1,54 metros.
- Altura máxima alcançada (com os pés durante o primeiro mortal): 2,77 metros.
- Distância percorrida na horizontal: 1,30 metros.
- Duração: 1,07 segundos.
- Velocidade vertical de saída e de chegada: 5,2 m/s ou 19,7 km/h.
- Máxima velocidade de rotação no ar: 900 graus/segundo.

### Biomecânica
Antes do salto em si, a ginasta realiza uma série de movimentos durante a corrida para ganhar velocidade na direção horizontal (quantidade de movimento linear) e quantidade de rotação (ou quantidade de movimento angular), pois há a realização de pirueta (rotação) no ar. Ao final da corrida é realizado um movimento necessário de grande velocidade vertical para ganhar impulso nesta direção. Durante o movimento, o centro de gravidade descreve uma trajetória parabólica adquirida pela velocidade e ângulo de saída no momento do início do salto. Deve-se saltar o mais alto possível - no intuito de permanecer um maior tempo no ar - para se armazenar uma maior quantidade de movimento angular e assim, poder realizar as rotações da acrobacia.